# Sonho

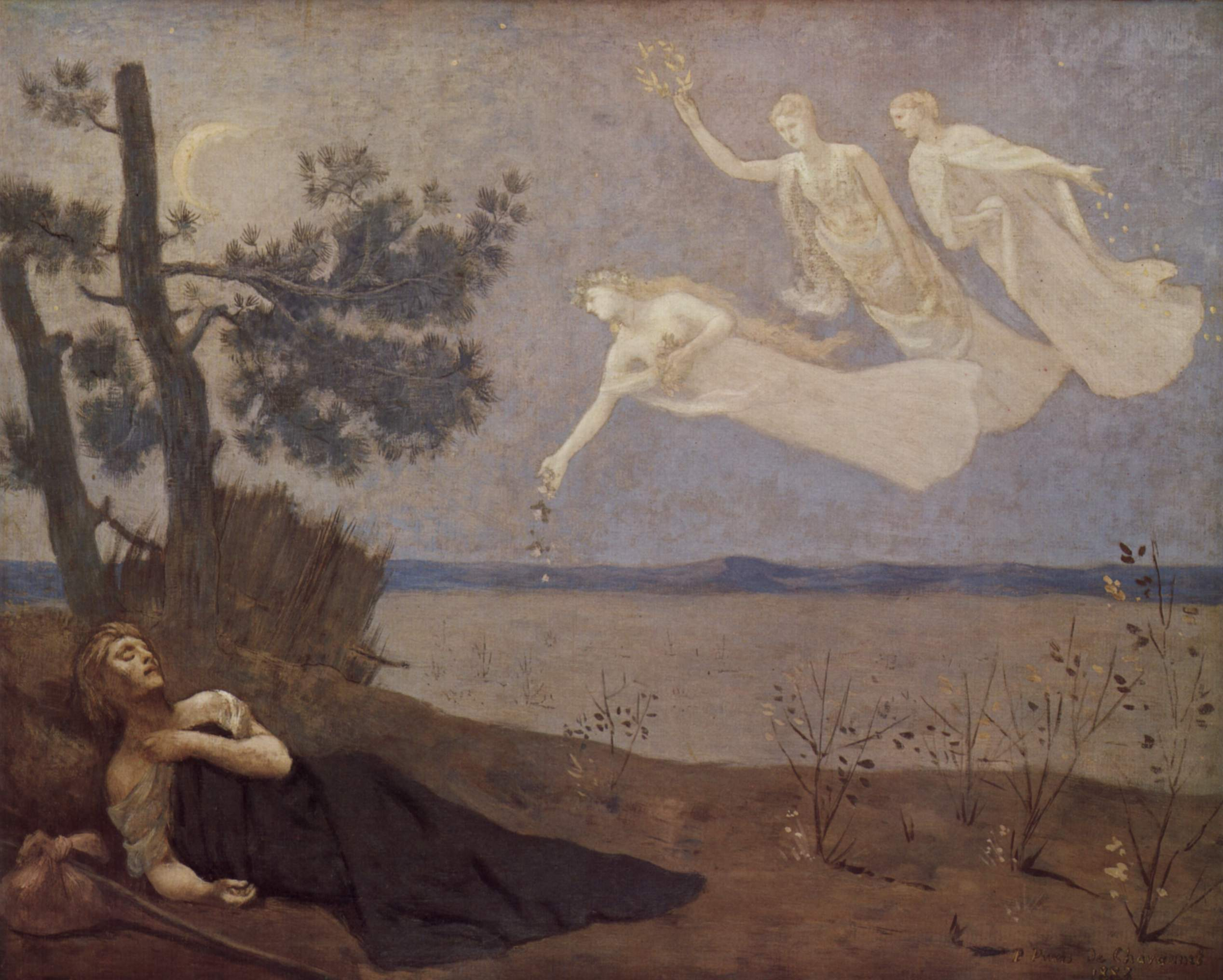
O Sonho (Pierre Puvis de Chavannes, 1883)

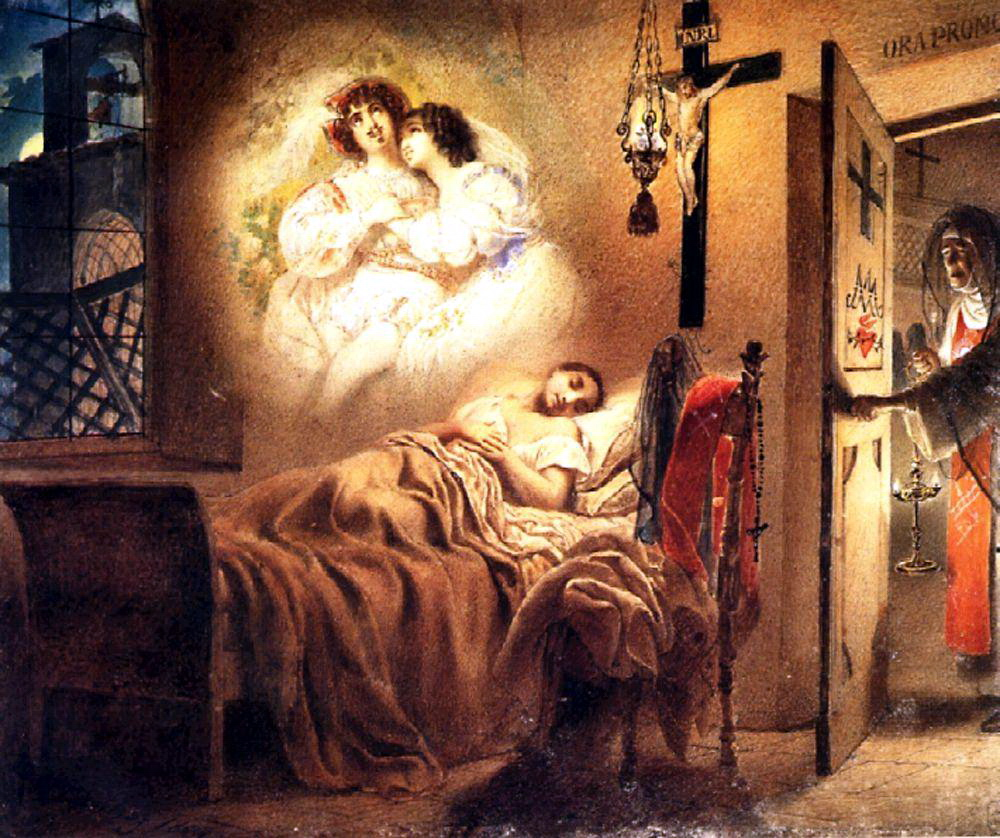
Sonho de uma freira (Karl Pawlowitsch Brjullow, século XIX)

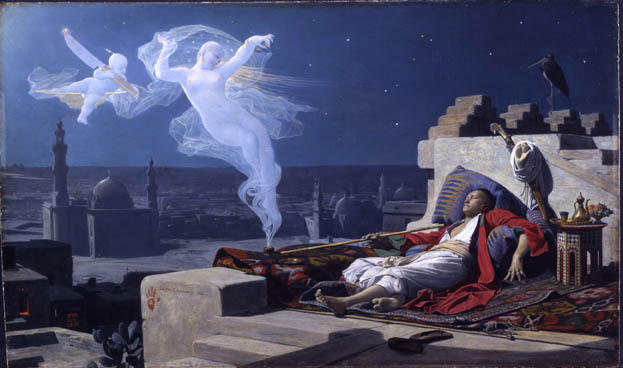
O sonho do eunuco por Jean Lecomte du Nouÿ

Sonho, em seu sentido estrito, é uma experiência mental que ocorre durante o período de sono, geralmente na fase conhecida como sono REM, e possui significados distintos se for ampliado em um debate que envolva religião, ciência e cultura. Para a ciência, é um período de imaginação do inconsciente.
O psiquiatra e pesquisador americano, John Allan Hobson, considerou os sonhos como "um mero subproduto da atividade cerebral noturna". Existem duas fases do sono: a primeira é o sono de ondas lentas, em que a atividade do cérebro é baixa e, por isso, não se formam filmes em nossa mente. Já a segunda fase é de alta atividade e nomeada REM - sigla em inglês para "movimentação rápida dos olhos" (Rapid Eyes Movement); é durante a fase de REM que os sonhos ocorrem, pelo menos nos adultos.

## Sonho e Sigmund Freud
Foi em 1900, com a publicação de A Interpretação dos Sonhos, que Sigmund Freud (1856–1939) deu um caráter psicanalítico à matéria. Em seu livro, Freud aproveita o que já havia sido publicado anteriormente e faz investidas completamente novas, definindo o conteúdo do sonho, geralmente como a “realização de um desejo”.

## Cores VS. preto e branco
Uma parte minoritária da população, cerca de 12%, sonha em preto e branco. Em 2008, um estudo da Universidade de Dundee descobriu que pessoas que foram expostas apenas a televisão e filmes em preto e branco quando crianças reportam ter sonhos monocromáticos 25% das vezes em que sonham.